# Херманн Хрейдарссон
Херманн Хрейдарссон (исл. Hermann Hreiðarsson; род. 11 июля 1974, Рейкьявик[…]) — исландский футболист, защитник. В настоящее время — тренер. Входит в тройку лидеров в истории сборной Исландии по количеству сыгранных матчей.

## Карьера

### Клубная
В 1997 году Херманн подписал контракт с только что вышедшим в Премьер-лигу клубом «Кристал Пэлас». По окончании сезона клуб занял последнее место в Премьер-лиге и выбыл в первый дивизион, но попал в Кубок Интертото 1998. Осенью 1998 года Хрейдарссон перешёл в выступавший в третьем дивизионе «Брентфорд», а через год, после выхода «Брентфорда» во второй дивизион, стал игроком «Уимблдона». В сезоне 1999/2000 «Уимблдон» занял 18-е место в Премьер-лиге и тем самым выбыл в первый дивизион.
Летом 2000 года перешёл в вышедший в высшую лигу «Ипсвич Таун» примерно за 6—6,75 млн. евро. Первый сезон в этой команде стал самым успешным в карьере Хрейдарссона: его клуб занял 5-е место в Премьер-лиге и дошёл до полуфинала Кубка лиги, а сам футболист провёл 36 матчей в чемпионате. В следующем сезоне он впервые участвовал в Кубке УЕФА, где сыграл 6 матчей и забил 1 гол; в чемпионате «Ипсвич Таун» занял 18-е место и выбыл в первый дивизион, но попал в Кубок УЕФА по рейтингу Fair play. Третий раз в карьере Хрейдарссона его клуб покидал высшую лигу. Сначала исландец остался в команде и провёл 3 матча в Кубке УЕФА, но весной перешёл в «Чарльтон Атлетик».
В сезоне 2003/04 «Чарльтон» занял 7-е место в Премьер-лиге, в следующем сезоне — 11-е. В сезоне 2005/06 команда заняла 13-е место в чемпионате и дошла до четвертьфинала кубка Англии. Спустя год «Чарльтон» занял 19-е, предпоследнее место в Премьер-лиге и выбыл в Чемпионат Футбольной Лиги — в четвёртый раз в карьере Хрейдарссона. Все 4 года в «Чарльтон Атлетик» исландец был твёрдым игроком «основы».
25 мая 2007 года Хрейдарссон на правах свободного агента перешёл в «Портсмут». Он воспользовался пунктом в контракте, позволяющим ему бесплатно покинуть «Чарлтон» в случае вылета клуба из высшей лиги. В сезоне 2007/08 «Портсмут» занял 8-е место в чемпионате и выиграл Кубок Англии, где Хрейдарссон провёл все шесть матчей своей команды без замен. В сезоне 2009/10 «Портсмут» занял 20 место в Премьер лиге и вылетел в Чемпионшип. Это стало для Хрейдарссона пятым понижением в классе.

### В сборной
Дебютировал в сборной Исландии 5 июня 1996 года в товарищеском матче против сборной Кипра. Провёл за сборную 88 матчей, что является вторым результатом в истории. (по состоянию на 26 марта 2011)

## Достижения
- Чемпион Исландии: 1997
- Обладатель Кубка Англии: 2007/08

## Статистика
| Сезон   | Клуб             | Чемпионат                        | Матчи | Голы |
| ------- | ---------------- | -------------------------------- | ----- | ---- |
| 1993    | Вестманнаэйяр    | Премьер-лига                     | 2     | 0    |
| 1994    | Вестманнаэйяр    | Премьер-лига                     | 18    | 2    |
| 1995    | Вестманнаэйяр    | Премьер-лига                     | 18    | 1    |
| 1996    | Вестманнаэйяр    | Премьер-лига                     | 17    | 2    |
| 1997    | Вестманнаэйяр    | Премьер-лига                     | 11    | 0    |
| 1997/98 | Кристал Пэлас    | Английская Премьер-лига          | 30    | 2    |
| 1998/99 | Кристал Пэлас    | Первый дивизион Футбольной лиги  | 7     | 0    |
| 1998/99 | Брентфорд        | Третий дивизион Футбольной лиги  | 33    | 4    |
| 1999/00 | Брентфорд        | Второй дивизион Футбольной лиги  | 8     | 2    |
| 1999/00 | Уимблдон         | Английская Премьер-лига          | 24    | 1    |
| 2000/01 | Уимблдон         | Первый дивизион Футбольной лиги  | 1     | 0    |
| 2000/01 | Ипсвич Таун      | Английская Премьер-лига          | 36    | 1    |
| 2001/02 | Ипсвич Таун      | Английская Премьер-лига          | 38    | 1    |
| 2002/03 | Ипсвич Таун      | Первый дивизион Футбольной лиги  | 28    | 0    |
| 2003/04 | Чарльтон Атлетик | Английская Премьер-лига          | 33    | 2    |
| 2004/05 | Чарльтон Атлетик | Английская Премьер-лига          | 34    | 1    |
| 2005/06 | Чарльтон Атлетик | Английская Премьер-лига          | 34    | 0    |
| 2006/07 | Чарльтон Атлетик | Английская Премьер-лига          | 31    | 0    |
| 2007/08 | Портсмут         | Английская Премьер-лига          | 32    | 3    |
| 2008/09 | Портсмут         | Английская Премьер-лига          | 23    | 2    |
| 2009/10 | Портсмут         | Английская Премьер-лига          | 17    | 1    |
| 2010/11 | Портсмут         | Чемпионат Футбольной лиги Англии | 28    | 1    |